# Puchar Sześciu Narodów 2010
Puchar Sześciu Narodów 2010 (2010 Six Nations Championship, a także od nazwy sponsora turnieju Royal Bank of Scotland – 2010 RBS 6 Nations) – jedenasta edycja Pucharu Sześciu Narodów, corocznego turnieju w rugby union rozgrywanego pomiędzy sześcioma najlepszymi zespołami narodowymi półkuli północnej. Turniej odbywał się pomiędzy 6 lutego a 20 marca 2010 roku.
Wliczając turnieje w poprzedniej formie, od czasów Home Nations Championship i Pucharu Pięciu Narodów, była to 116. edycja tych zawodów. W turnieju brały udział reprezentacje narodowe Anglii, Francji, Irlandii, Szkocji, Walii i Włoch.
Rozkład gier opublikowano w kwietniu 2009 roku, po raz kolejny planując rozegranie jednego spotkania w piątek. Sędziowie spotkań zostali natomiast wyznaczeni w grudniu 2009 roku.
Zawody wygrała Francja, w emocjonującym ostatnim meczu pokonując 12-10 Anglię i zdobywając w ten sposób Wielkiego Szlema – pierwszego od 2004, a dziewiątego w historii. Najwięcej punktów w turnieju zdobył Stephen Jones, a czterech zawodników zdobyło po trzy przyłożenia. Z grona sześciu zawodników wytypowanych przez organizatorów, za najlepszego został uznany Tommy Bowe. IRB opublikowała następnie podsumowanie statystyczno-analityczne tej edycji.
Podczas turnieju setne występy w narodowych barwach zaliczyli Chris Paterson, John Hayes i Brian O’Driscoll. Po raz ostatni podczas przebudowy Lansdowne Road irlandzka reprezentacja grała na gaelickim Croke Park, zaś Anglia podczas meczu z Walijczykami zaprezentowała specjalne stroje, mające upamiętnić pierwszy międzynarodowy mecz rozegrany na Twickenham.

## Uczestnicy

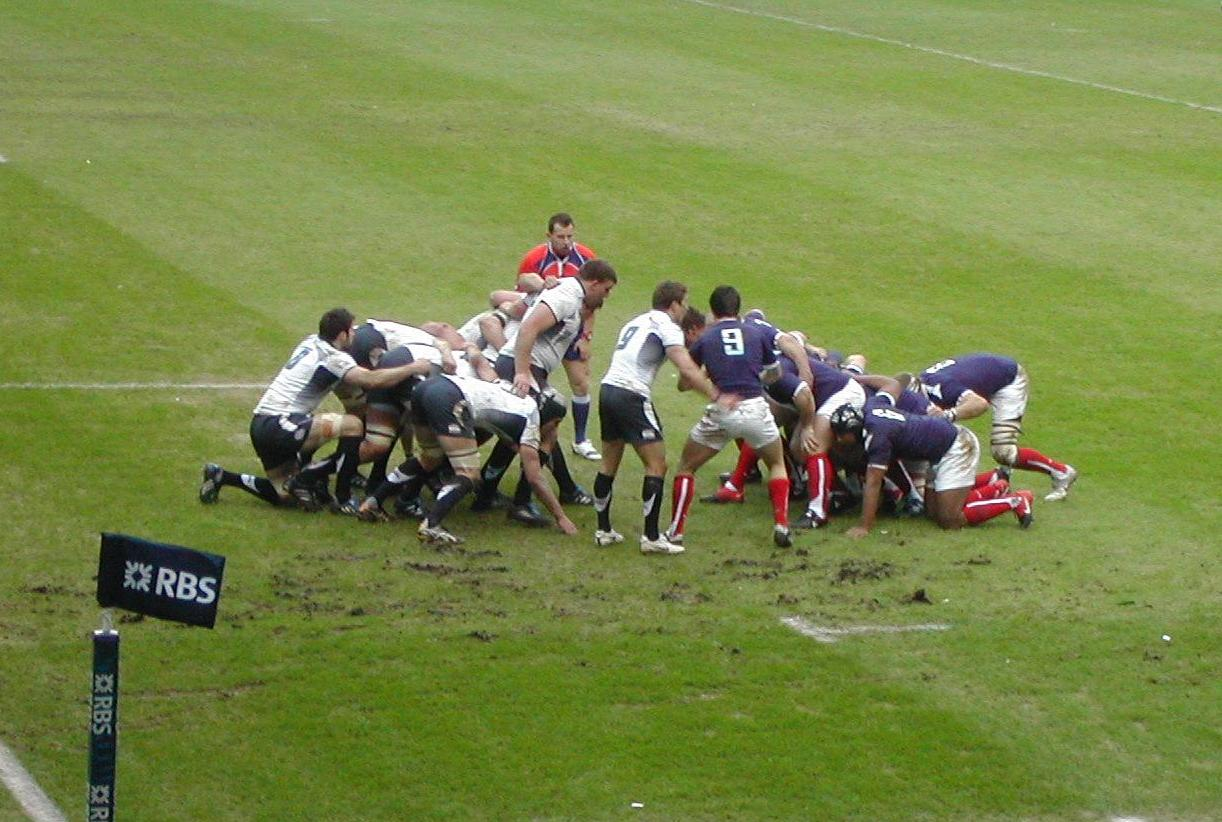
Młyn podczas meczu Szkocja – Francja

W turnieju uczestniczyły.
| Zespół   | Stadion narodowy   | Miasto   | Trener          | Kapitan                     |
| -------- | ------------------ | -------- | --------------- | --------------------------- |
| Anglia   | Twickenham         | Londyn   | Martin Johnson  | Steve Borthwick Lewis Moody |
| Francja  | Stade de France    | Paryż    | Marc Lièvremont | Thierry Dusautoir           |
| Irlandia | Croke Park         | Dublin   | Declan Kidney   | Brian O’Driscoll            |
| Włochy   | Stadio Flaminio    | Rzym     | Nick Mallett    | Leonardo Ghiraldini         |
| Szkocja  | Murrayfield        | Edynburg | Andy Robinson   | Chris Cusiter               |
| Walia    | Millennium Stadium | Cardiff  | Warren Gatland  | Ryan Jones Martyn Williams  |

## Mecze

### Tydzień 1
| 6 lutego 201014:30 | Irlandia                                                           | 29:11(23:8) | Włochy                                             | Croke Park, Dublin Widzów: 77 686 Sędzia: Romain Poite |
| 6 lutego 201014:30 | Heaslip 5 (P), O’Leary 5 (P), O’Gara 16 (2pd 4K), P. Wallace 3 (K) | 29:11(23:8) | Robertson 5 (P), Gower 3 (K), Mi. Bergamasco 3 (K) | Croke Park, Dublin Widzów: 77 686 Sędzia: Romain Poite |
| 6 lutego 201014:30 | Garcia                                                             | 29:11(23:8) |                                                    | Croke Park, Dublin Widzów: 77 686 Sędzia: Romain Poite |

| 6 lutego 201017:00 | Anglia                                             | 30:17(13:3) | Walia                                          | Twickenham, Londyn Widzów: 81 406 Sędzia: Alain Rolland |
| 6 lutego 201017:00 | Haskell 10 (2P), Care 5 (P), Wilkinson 15 (3pd 3K) | 30:17(13:3) | A. Jones 5 (P), Hook 5 (P), S. Jones 7 (2pd K) | Twickenham, Londyn Widzów: 81 406 Sędzia: Alain Rolland |
| 6 lutego 201017:00 | A.W. Jones                                         | 30:17(13:3) |                                                | Twickenham, Londyn Widzów: 81 406 Sędzia: Alain Rolland |

| 7 lutego 201015:00 | Szkocja         | 9:18(6:15) | Francja                             | Murrayfield, Edynburg Widzów: 65 687 Sędzia: Nigel Owens |
| 7 lutego 201015:00 | Paterson 9 (3K) | 9:18(6:15) | Bastareaud 10 (2P), Parra 8 (pd 2K) | Murrayfield, Edynburg Widzów: 65 687 Sędzia: Nigel Owens |

### Tydzień 2
| 13 lutego 201014:00 | Walia                                                                 | 31:24(9:18) | Szkocja                                                        | Millennium Stadium, Cardiff Widzów: 74 173 Sędzia: George Clancy |
| 13 lutego 201014:00 | Byrne 5 (P), Halfpenny 5 (P), S. Williams 5 (P), S. Jones 16 (2pd 4K) | 31:24(9:18) | Barclay 5 (P), Evans 5 (P), Paterson 2 (pd), Parks 12 (2dg 2K) | Millennium Stadium, Cardiff Widzów: 74 173 Sędzia: George Clancy |
| 13 lutego 201014:00 | Lawson · Godman                                                       | 31:24(9:18) |                                                                | Millennium Stadium, Cardiff Widzów: 74 173 Sędzia: George Clancy |

| 13 lutego 201016:30 | Francja                                                                              | 33:10(17:3) | Irlandia                       | Stade de France, Saint-Denis Widzów: 79 289 Sędzia: Wayne Barnes |
| 13 lutego 201016:30 | Servat 5 (P), Jauzion 5 (P), Poitrenaud 5 (P), Parra 15 (3pd dg 2K), Michalak 3 (dg) | 33:10(17:3) | Wallace 5 (P), O’Gara 5 (pd K) | Stade de France, Saint-Denis Widzów: 79 289 Sędzia: Wayne Barnes |
| 13 lutego 201016:30 | Healy                                                                                | 33:10(17:3) |                                | Stade de France, Saint-Denis Widzów: 79 289 Sędzia: Wayne Barnes |

| 14 lutego 201014:30 | Włochy                 | 12:17(6:6) | Anglia                          | Stadio Flaminio, Rzym Widzów: 31 876 Sędzia: Christophe Berdos |
| 14 lutego 201014:30 | Mi. Bergamasco 12 (4K) | 12:17(6:6) | Tai 5 (P), Wilkinson 12 (dg 3K) | Stadio Flaminio, Rzym Widzów: 31 876 Sędzia: Christophe Berdos |
| 14 lutego 201014:30 | Castrogiovanni         | 12:17(6:6) |                                 | Stadio Flaminio, Rzym Widzów: 31 876 Sędzia: Christophe Berdos |

### Tydzień 3
| 26 lutego 201020:00 | Walia                                                    | 20:26(0:20) | Francja                                                            | Millennium Stadium, Cardiff Widzów: 74 102 Sędzia: Jonathan Kaplan |
| 26 lutego 201020:00 | Halfpenny 5 (P), S. Williams 5 (P), S. Jones 10 (2pd 2K) | 20:26(0:20) | Palisson 5 (P), Trinh-Duc 5 (P), Parra 13 (2pd 3K), Michalak 3 (K) | Millennium Stadium, Cardiff Widzów: 74 102 Sędzia: Jonathan Kaplan |
| 26 lutego 201020:00 | Parra                                                    | 20:26(0:20) |                                                                    | Millennium Stadium, Cardiff Widzów: 74 102 Sędzia: Jonathan Kaplan |

| 27 lutego 201013:30 | Włochy                                     | 16:12(6:6) | Szkocja          | Stadio Flaminio, Rzym Widzów: 32 000 Sędzia: Dave Pearson |
| 27 lutego 201013:30 | Canavosio 5 (P), Mi. Bergamasco 11 (pd 3K) | 16:12(6:6) | Parks 12 (dg 3K) | Stadio Flaminio, Rzym Widzów: 32 000 Sędzia: Dave Pearson |

| 27 lutego 201016:00 | Anglia                              | 16:20(6:8) | Irlandia                                               | Twickenham, Londyn Widzów: 81 554 Sędzia: Mark Lawrence |
| 27 lutego 201016:00 | Cole 5 (P), Wilkinson 11 (pd dg 2K) | 16:20(6:8) | Bowe 10 (2P), Earls 5 (P), O’Gara 2 (pd), Sexton 3 (K) | Twickenham, Londyn Widzów: 81 554 Sędzia: Mark Lawrence |

### Tydzień 4
| 13 marca 201014:30 | Irlandia                                        | 27:12(16:6) | Walia            | Croke Park, Dublin Widzów: 81 340 Sędzia: Craig Joubert |
| 13 marca 201014:30 | Earls 10 (2P), O’Leary 5 (P), Sexton 12 (dg 3K) | 27:12(16:6) | S. Jones 12 (4K) | Croke Park, Dublin Widzów: 81 340 Sędzia: Craig Joubert |
| 13 marca 201014:30 | Byrne                                           | 27:12(16:6) |                  | Croke Park, Dublin Widzów: 81 340 Sędzia: Craig Joubert |

| 13 marca 201017:00 | Szkocja          | 15:15(9:6) | Anglia                         | Murrayfield, Edynburg Widzów: 66 891 Sędzia: Marius Jonker |
| 13 marca 201017:00 | Parks 15 (dg 4K) | 15:15(9:6) | Wilkinson 9 (3K), Flood 6 (2K) | Murrayfield, Edynburg Widzów: 66 891 Sędzia: Marius Jonker |

| 14 marca 201014:30 | Francja                                                                                           | 46:20(22:3) | Włochy                                                      | Stade de France, Saint-Denis Widzów: 78 712 Sędzia: Alan Lewis |
| 14 marca 201014:30 | Harinordoquy 5 (P), Marty 10 (2P), Andreu 5 (P), Jauzion 5 (P), Lapandry 5 (P), Parra 16 (5pd 2K) | 46:20(22:3) | del Fava 5 (P), Canavosio 5 (P), Mi. Bergamasco 10 (2pd 2K) | Stade de France, Saint-Denis Widzów: 78 712 Sędzia: Alan Lewis |
| 14 marca 201014:30 | Garcia                                                                                            | 46:20(22:3) |                                                             | Stade de France, Saint-Denis Widzów: 78 712 Sędzia: Alan Lewis |

### Tydzień 5
| 20 marca 201014:30 | Walia                                                 | 33:10(12:0) | Włochy                                | Millennium Stadium, Cardiff Widzów: 70 584 Sędzia: Wayne Barnes |
| 20 marca 201014:30 | Hook 10 (2P), S. Williams 5 (P), S. Jones 18 (3pd 4K) | 33:10(12:0) | McLean 5 (P), Mi. Bergamasco 5 (pd K) | Millennium Stadium, Cardiff Widzów: 70 584 Sędzia: Wayne Barnes |
| 20 marca 201014:30 | Ma. Bergamasco                                        | 33:10(12:0) |                                       | Millennium Stadium, Cardiff Widzów: 70 584 Sędzia: Wayne Barnes |

| 20 marca 201017:00 | Irlandia                                                       | 20:23(7:14) | Szkocja                         | Croke Park, Dublin Widzów: 80 313 Sędzia: Jonathan Kaplan |
| 20 marca 201017:00 | O’Driscoll 5 (P), Bowe 5 (P), Sexton 5 (pd K), O’Gara 5 (pd K) | 20:23(7:14) | Beattie 5 (P), Parks 18 (dg 5K) | Croke Park, Dublin Widzów: 80 313 Sędzia: Jonathan Kaplan |

| 20 marca 201019:45 | Francja                        | 12:10(12:7) | Anglia                                     | Stade de France, Saint-Denis Widzów: 80 000 Sędzia: Bryce Lawrence |
| 20 marca 201019:45 | Parra 9 (3K), Trinh-Duc 3 (dg) | 12:10(12:7) | Foden 5 (P), Flood 2 (pd), Wilkinson 3 (K) | Stade de France, Saint-Denis Widzów: 80 000 Sędzia: Bryce Lawrence |

## Zdobywcy punktów
| Przyłożenia | Rugbysta            | Liczba meczów | Zespół  |
| ----------- | ------------------- | ------------- | ------- |
| 3           | Keith Earls         | 5             |         |
| 3           | Tommy Bowe          | 5             |         |
| 3           | James Hook          | 5             | Walia   |
| 3           | Shane Williams      | 5             | Walia   |
| 2           | James Haskell       | 5             | Anglia  |
| 2           | Mathieu Bastareaud  | 5             | Francja |
| 2           | Yannick Jauzion     | 5             | Francja |
| 2           | David Marty         | 5             | Francja |
| 2           | Pablo Canavosio     | 4             | Włochy  |
| 2           | Leigh Halfpenny     | 4             | Walia   |
| 2           | Tomás O’Leary       | 5             |         |
| 1           | Danny Care          | 5             | Anglia  |
| 1           | Dan Cole            | 5             | Anglia  |
| 1           | Ben Foden           | 3             | Anglia  |
| 1           | Mathew Tait         | 5             | Anglia  |
| 1           | Marc Andreu         | 3             | Francja |
| 1           | Imanol Harinordoquy | 5             | Francja |
| 1           | Alexandre Lapandry  | 3             | Francja |
| 1           | Alexis Palisson     | 4             | Francja |
| 1           | Clément Poitrenaud  | 5             | Francja |
| 1           | William Servat      | 5             | Francja |
| 1           | François Trinh-Duc  | 5             | Francja |
| 1           | Jamie Heaslip       | 5             |         |
| 1           | Brian O’Driscoll    | 5             |         |
| 1           | David Wallace       | 5             |         |
| 1           | Carlo del Fava      | 3             | Włochy  |
| 1           | Luke McLean         | 5             | Włochy  |
| 1           | Kaine Robertson     | 5             | Włochy  |
| 1           | John Barclay        | 5             | Szkocja |
| 1           | Johnnie Beattie     | 5             | Szkocja |
| 1           | Max Evans           | 5             | Szkocja |
| 1           | Lee Byrne           | 5             | Walia   |
| 1           | Adam Rhys Jones     | 5             | Walia   |

| Punkty | Rugbysta            | Liczba meczów | Zespół  |
| ------ | ------------------- | ------------- | ------- |
| 63     | Stephen Jones       | 5             | Walia   |
| 61     | Morgan Parra        | 5             | Francja |
| 57     | Dan Parks           | 4             | Szkocja |
| 50     | Jonny Wilkinson     | 5             | Anglia  |
| 41     | Mirco Bergamasco    | 5             | Włochy  |
| 28     | Ronan O’Gara        | 5             |         |
| 20     | Jonathan Sexton     | 4             |         |
| 15     | Keith Earls         | 5             |         |
| 15     | Tommy Bowe          | 5             |         |
| 15     | Shane Williams      | 5             | Walia   |
| 15     | James Hook          | 5             | Walia   |
| 11     | Chris Paterson      | 2             | Szkocja |
| 10     | James Haskell       | 5             | Anglia  |
| 10     | Mathieu Bastareaud  | 5             | Francja |
| 10     | Yannick Jauzion     | 5             | Francja |
| 10     | David Marty         | 5             | Francja |
| 10     | Tomás O’Leary       | 5             |         |
| 10     | Pablo Canavosio     | 4             | Włochy  |
| 10     | Leigh Halfpenny     | 4             | Walia   |
| 8      | Toby Flood          | 3             | Anglia  |
| 8      | François Trinh-Duc  | 5             | Francja |
| 6      | Frédéric Michalak   | 3             | Francja |
| 5      | Danny Care          | 5             | Anglia  |
| 5      | Dan Cole            | 5             | Anglia  |
| 5      | Ben Foden           | 3             | Anglia  |
| 5      | Mathew Tait         | 5             | Anglia  |
| 5      | Marc Andreu         | 3             | Francja |
| 5      | Imanol Harinordoquy | 5             | Francja |
| 5      | Alexandre Lapandry  | 3             | Francja |
| 5      | Alexis Palisson     | 4             | Francja |
| 5      | Clément Poitrenaud  | 5             | Francja |
| 5      | William Servat      | 5             | Francja |
| 5      | Jamie Heaslip       | 5             |         |
| 5      | David Wallace       | 5             |         |
| 5      | Carlo del Fava      | 3             | Włochy  |
| 5      | Luke McLean         | 5             | Włochy  |
| 5      | Kaine Robertson     | 5             | Włochy  |
| 5      | John Barclay        | 5             | Szkocja |
| 5      | Johnnie Beattie     | 5             | Szkocja |
| 5      | Max Evans           | 5             | Szkocja |
| 5      | Lee Byrne           | 5             | Walia   |
| 5      | Adam Rhys Jones     | 5             | Walia   |
| 3      | Paddy Wallace       | 2             |         |
| 3      | Craig Gower         | 5             | Włochy  |